# Gruppo Di Luca
Gruppo Di Luca AB är ett svenskt förvaltningsbolag som är verksam inom livsmedelsindustrin. Företaget äger bland annat livsmedelsproducenten Di Luca & Di Luca och vinimportören Enjoy Wine & Spirits.
Förvaltningsbolaget äger också en restaurang med namnet Deli Di Luca, belägen på Folkungagatan 110 i Stockholm. Den öppnades i mars 2016.
Gruppo Di Luca grundades 2001.